# 松ヶ房ダム
松ヶ房ダム（まつがぼうダム）は、福島県相馬市山上と宮城県伊具郡丸森町筆甫に跨る、二級河川宇多川水系宇多川に建設されたダムである。

## 概要
福島県相馬地区の農業用水不足解消のために福島県農林水産部の灌漑排水事業によって建設された灌漑用水専用のダムで、現在は相馬市役所農林水産課によって受託管理されている。下流の相馬市、相馬郡新地町の合計2,868haに農業用水を供給している。堤高46mのセンターコア式ロックフィルダムであり、天端への歩行者の進入も可能となっている。周辺は公園として整備されている。
ダムの中央に県境があり、南北に伸びる堤体の北側が福島県相馬市、南側が宮城県伊具郡丸森町に位置する（丸森町が相馬市に食い込むような形になっており、県境が入り組んでいるため）。天端には県境を示すプレートも取り付けられている。管理事務所は南側の宮城県側に位置しており、1階はダム資料館として開放されている。

## その他
- 管理事務所にて当ダムのダムカードが配布されている。
- 2012年度に福島県農林水産部によって当ダムにおける小水力発電の導入可能性調査が行われ、実現可能性ありと判断されたが、非灌漑期の水量不足が指摘されたために先行概略設計の行われた県内の3つのダムには含まれていない[2]。

## アクセス
- JR常磐線相馬駅から車で約30分。